# Manuel Tello Céspedes
Manuel Vicente Tello Céspedes es un político peruano. Fue Presidente Regional de Ica entre 2003 y 2007 y Alcalde provincial de Palpa entre 1984 y 1986.
Nació en Palpa, Perú, el 5 de diciembre de 1941. Miembro del Partido Aprista Peruano ocupó los cargos de secretario de organización  provincial entre 1975 y 1978 y secretario general provincial del partido desde 1978. Su participación electoral se inició en las elecciones municipales de 1980 cuando fue candidato aprista para la alcaldía de la provincia de Palpa siendo electo para ese cargo en las elecciones de 1983 y elegido como regidor provincial en las de 1986. Asimismo, se postuló como candidato a diputado por Ica en las elecciones generales de 1980, como congresista por Ica en las elecciones generales de 2016 sin obtener la elección. Participó en las elecciones regionales del 2002 siendo elegido como Presidente Regional de Ica.